# Suad Liçi
Suad Liçi (ur. 24 marca 1974 w Szkodrze) – albański piłkarz, w latach 2000–2005 reprezentant Albanii.